# Sant’Anna a Capuana (Nápoly)
A Sant’Anna a Capuana egy XVI. századi templom a nápolyi Porta Capuana mellett. Mai alakját 1751-ben kapta. Dóm alapprajzú, oltárához lépcsősor vezet. Legértékesebb műalkotása a XVI. századi asztal, mely a Szent Családot és Szent Annát ábrázolja.

## További információ
- A Wikimédia Commons tartalmaz Sant’Anna a Capuana témájú kategóriát.